# Dicranopteris
Genre
Dicranopteris est un genre de fougères comprenant quatre espèces

## Liste d'espèces
Selon NCBI (1 avr. 2012) :
- Dicranopteris ampla
- Dicranopteris curranii
- Dicranopteris flexuosa
- Dicranopteris gigantea
- Dicranopteris linearis
- Dicranopteris pedata

Selon ITIS (1 avr. 2012) :
- Dicranopteris emarginata (T. Moore) W.J. Robins.
- Dicranopteris flexuosa (Schrad.) Underwood
- Dicranopteris linearis (Burm.) Underwood
- Dicranopteris pectinata (Willd.) Underwood
- Dicranopteris rubiginosa (Mett.) Maxon
- Dicranopteris sandwicensis Deg.

Selon Catalogue of Life (1 avr. 2012) :
- Dicranopteris emarginata
- Dicranopteris flexuosa
- Dicranopteris linearis
- Dicranopteris pectinata
- Dicranopteris rubiginosa
- Dicranopteris sandwicensis